# سای۶ ارابه‌ران
سای۶ ارابه‌ران یک ستاره است که در صورت فلکی ارابه‌ران قرار دارد.و قدر ظاهری آن ۵.۲۲ است.